# Erich Flinsch
Erich Flinsch (* 14. Juli 1905 in Frankfurt am Main; † 28. Dezember 1990 in Schneidhain) war ein deutscher Pianist und Hochschullehrer. Er war Enkelschüler von Franz Liszt (1811–1886) sowie Schüler und Assistent des Pianisten, Komponisten und Musikwissenschaftlers Emil von Sauer (1862–1942) in Wien.

## Leben
Zwischen 1954 und 1958 war Flinsch in der Nachfolge von Walther Davisson (1885–1973) eines der drei Direktoriumsmitglieder der Musikhochschule bzw. von Dr. Hoch’s Konservatorium in Frankfurt am Main, gemeinsam mit Gustav Lenzewski (1896–1988) und Helmut Walcha (1907–1991).
In dieser Zeitspanne, im Juli 1956, war er zusammen mit dem Mediziner und Stadtverordneten Max Flesch-Thebesius (1889–1983) Gründer der Robert-Schumann-Gesellschaft Frankfurt am Main in der Villa Bonn.

## Werke
- Erich Flinsch: Ludwig Schuncke, Schumanns Freund und Mitbegründer der Neuen Zeitschrift für Musik. In: Neue Zeitschrift für Musik, 121 (1960), S. 199–203.

## Schüler
- Herbie Hess
- Alois Ickstadt
- Robert Leonardy
- Michael Ponti